# Antonio Bascones Martínez
Antonio Bascones Martínez (Madrid, 7 de agosto de 1944) es doctor en Medicina y Estomatología, Catedrático de Medicina Bucal y Periodoncia desde 1983 por la UCM,cirujano máxilo-facial, investigador y escritor. Es el presidente de la Real Academia de Doctores de España desde 2017 y antiguo colaborador de la sección de cultura del periódico ABC. Ha sido nombrado doctor honoris causa por 5 universidades internacionales y en la actualidad dirige tres revistas, de carácter científico y humanista.

## Biografía
Antonio Bascones Martínez nació en Madrid en el seno de una familia bien situada. Hijo de Rosa Martínez y del médico y estomatólogo Antonio Bascones Pérez que era oriundo de Alcañiz y estuvo muy entregado a su profesión, siendo su ejemplo lo que determinó su decisión de hacerse médico. Es el pequeño de la familia (tiene cuatro hermanas llamadas Magdalena, Rosa Mari, Isabel y Ángeles) y mantuvo una relación muy especial con su tía la pintora y copista del Museo del Prado Concepción Bascones Pérez para la que fue como un hijo.
De pequeño cursó estudios en el colegio Marianista de Nuestra Señora del Pilar situado en la calle Castelló, número 56, de Madrid, durante 10 años y tras pasar los exámenes de secundaria en el Instituto Ramiro de Maeztu de Madrid, inició la carrera de Medicina y Estomatología en la Universidad Complutense de Madrid. Cuando aún no había terminado la carrera comenzó a ayudar a su padre en operaciones, estas cirugías le otorgaron una experiencia profesional que le ayudó a superar con facilidad los cursos universitarios y le permitió afrontar el estudio de dos carreras universitarias.

### Carrera docente

#### Universidad Complutense de Madrid

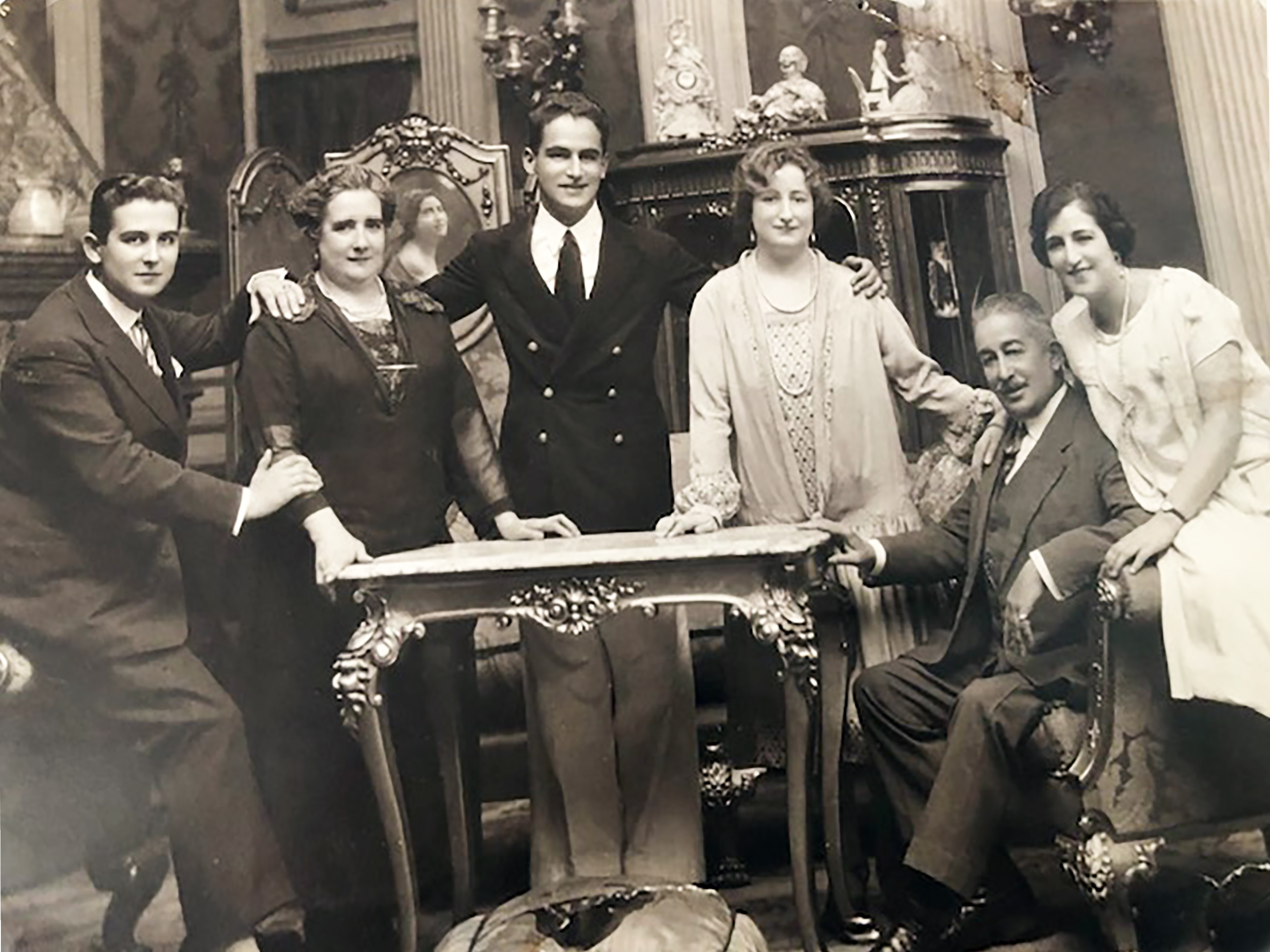
Fotografía de la familia Bascones

En 1969, a la edad de 25 años, aprueba las oposiciones de Medicina General de la Seguridad Social y, tres años después, terminó su doble doctorado en medicina y estomatología. En 1975 se presentó a la oposición de agregado que aprobó, pero dejaron vacante la plaza al considerarle demasiado joven para el ejercicio de la misma. En 1971 fue nombraron especialista de cirugía Maxilofacial del Hospital Clínico Universitario de la (UCM) y con 31 años terminó su licenciatura en Ciencias Biológicas y fue nombrado en la universidad especialista en Estomatología Médica. Durante sus años de formación se sintió influenciado por los profesores estomatólogos Isaac Sáez de la Calzada y Calatrava y en medicina será Rafael Vara y Gilsanz quienes le servían de ejemplo. Al año siguiente, fue nombrado profesor agregado de la UCM en la especialidad de periodoncia y en 1983, Catedrático en Medicina Bucal y Periodoncia de la UCM. A lo largo de su periodo profesional cubrió 5 sexenios de investigación y 6 quinquenios, desarrollando diferentes puestos como el de Vicedecano de Ordenación Académica (4 años), Vicedecano de Relaciones Internacionales (4 años) y en el periodo comprendido entre 1983 y 2014 ejerció como director de máster de Periodoncia. Durante su periodo docente ha publicado libros y artículos científicos en revistas españolas e internacionales. Ha dirigido más de 50 tesis doctorales calificadas con sobresaliente cum laude y doctorado europeo calificado con premio extraordinario, así como 61 tesis de licenciatura.

#### Carrera profesional en España y en el extranjero
Su trayectoria profesional le ha destacado como un exponente de la odontología contemporánea en España y Latinoamérica. Ha ocupado puestos de relevancia en España y el extranjero como miembro del Comité Consultivo de Odontología de la Unión Europea, miembro de honor de la sociedad Odontológica de Chile y Visitante distinguido de la Facultad de Odontología de la Universidad de Córdoba (Argentina). En 2002 recibió el nombramiento de profesor adjunto de Medicina Odontológica de la Universidad de Pensilvania, y en 2004 fue presidente de la 12th International Congress on Oral Pathology and medicine. Entre otros puestos ha trabajado como consultor de la Universidad de Milano-Bicocca y ha participado en más de 400 congresos.
Por otra parte, ha sido nombrado en Helsinki (Finlandia) en 2021 Académico correspondiente extranjero de la Finnish Society of Sciences and Letters y doctor honoris causa por varias universidades peruanas como: Cayetano Heredia (2004), Federico Villareal de Lima (2006) y la Católica de Santa María de Arequipa (2011), así como en países de Santiago de Chile (2004) y Argentina (2014).
Su experiencia ha sido requerida en cursos de formación por todo el territorio español como en el Curso de Periodoncia e Implantología en la UEMC

### Médico de familia/Medicina pública y privada
Aparte de su labor docente Bascones aprobó las oposiciones de Medicina General de la Seguridad Social en 1969, ejerciendo durante 15 años como médico de familia en el barrio de San Blas de Madrid y posteriormente en Modesto Lafuente. En 1971 aprobó la oposición de Diplomado de Sanidad Nacional y 3 años después, obtuvo la plaza de Odontología por oposición nacional, consolidando la residencia en el Hospital de San Carlos gracias a su título de cirujano maxilofacial. En este periodo, combinó la práctica hospitalaria pública y privada, y en 1976 aprobó la oposición de Odontólogo de la Seguridad Social.
Su faceta humanitaria le impulsó a fundar, junto al doctor Manso, Dentistas sin Fronteras, la primera ONG de España dedicada a la odontología. Posteriormente, gestionó la clínica de la Parroquia de Carabanchel Alto, durante quince años, dirigida a la ayuda de emigrantes y personas sin recursos. Los pacientes eran enviados por Cáritas Diocesanas. 
Bascones ha sido Presidente de la Sociedad Científica de Estomatología y Odontología y Presidente del Colegio de Odontólogos y Estomatólogos de la primera región durante tres legislaturas y en la actualidad es presidente de honor.

### Reales Academias
En su trayectoria como académico podemos destacar sus nombramientos como Académico Correspondiente de la Real Academia de Medicina de Murcia en 1986 y de la Real Academia Nacional de Medicina de España en 1996.  Tres años después, le nombran Académico de la Academia de Ciencias Médicas de Córdoba (Argentina) y en el 2000 recibió el nombramiento de Académico Numerario de la Real Academia de Doctores de España tomando posesión del cargo con su discurso:La boca, encrucijada de expresiones y proyecciones. En 2014 le distinguieron como Académico de Ciencias Odontológicas de España  ocupando el sillón número uno y, al año siguiente, fue nombrado presidente.
Desde el 2016 está al cargo de la Presidencia de la Real Academia de Doctores de España, en la sección 4ª Medalla 34. Además. A lo largo de su carrera profesional ha desempeñado los puestos de Presidente de la Sociedad científica de Estomatología y Odontología durante ocho años, Presidente  de la Sociedad española de Medicina oral, del Colegio de Odontólogos y Estomatólogos de la primera región y Vicepresidente de la Sociedad de Periodoncia. En 2019, fue nombrado Académico de Honor de la Real Academia de Medicina del País Vasco, al año siguiente, del Instituto Balear de la Historia y en 2021, Académico Correspondiente extranjero de la Finnish Society of Sciences and Letters Helsinki, Finlandia.
Es el primer académico de la sección de Estomatología Médica Quirúrgica  en la Academia de Ciencias Odontológicas de España.

### Doctoradoshonoris causa
Entre sus títulos honoríficos ha sido nombrado en 2004 profesor honorario de las universidades internacionales de Cayetano Heredia en Perú y de la Universidad de Chile. También ha sido distinguido con el doctorado honoris causa por las universidades Federico Villarreal de Lima (2006), Universidad Católica de Santa María de Arequipa (2011), la Universidad Nacional de Cuyo, en Argentina, (2014), la Universidad Central de Costa Rica (2020), la Universidad Isaac Newton de Costa Rica y la Universidad Católica de Nueva España de Miami, 
ambos entregados el 19 de noviembre de 2021. En este último periodo ha recibido el nombramiento de doctor honoris causa por el Consejo Técnico Científico del ISCE de Lisboa y Valle del Tajo en 2021 y por la Universidad Yacambú, en Venezuela en 2022. Bascones recibió en 2021 la medalla de oro de la Sociedad Española de Medicina Oral y es Decano Emérito de la Universidad Católica de Nueva España desde 2022.

## Escritor
En la actualidad, Antonio Bascones está focalizado es su faceta de escritor, campo en el que cuenta experiencia desde hace más de 20 años, publicando artículos de impacto en periódicos como el ABC y revistas como El Debate. Ha desarrollado la labor de asesor y director de revistas científicas y humanistas internacionales, como Avances en Odontoestomatología, también ha dirigido tres revistas de carácter científico y humanista como: El Dentista 
En el campo literario tiene en su autoría 36 libros y más de 400 artículos en la especialidad de medicina y odontoestomatología. En su repertorio encontramos cuentos, prólogos, artículos y algún que otro ensayo de prosa poética, así como diferentes discursos como los de su toma de posesión de doctorado honoris causa de distintas universidades. En su obra narrativa, traslada el conocimiento adquirido en sus viajes y conferencias, a su imaginación, enfrentando al lector con los distintos problemas que van surgiendo según avanza la trama, para que tome decisiones. Su novela se caracteriza por fundir la línea divisoria de la realidad con la ficción. Algunas de sus últimas obras publicadas son:Ayer, El pasado siempre vuelve Conversaciones en el Camino de Santiago, El secreto del camino Muerte en la Academia, Cuentos para una tarde de invierno, La fuerza del destino, Desde mi ventana, Sol de siete chimeneas e Historia de un pasado.

## Premios
A lo largo de su trayectoria profesional Bascones ha sido distinguido con diferentes premios.
| PREMIOS Y DISTINCIONES | |                                  |
| Año                    | Galardón | Lugar                            |
| 1972                   | Premio Nacional de la Sociedad Española de Estomatología                                                                     | Madrid (España)                  |
| 1980                   | Medalla al mérito colegial. Colegio de Odontólogos y Estomatólogos de la primera región                                      | Madrid (España)                  |
| 1980                   | Placa de la Comisión científica. Colegio de Odontólogos y Estomatólogos de la primera región                                 | Madrid (España)                  |
| 1982                   | Premio Nacional Fonseca de la Sociedad Española de Periodoncia                                                               | Madrid (España)                  |
| 1983                   | Sociedad española de periodoncia                                                                                             | Madrid (España)                  |
| 1990-1998              | Miembro del Comité Consultivo de Odontología                                                                                 | Unión Europea                    |
| 1993                   | Presidente de Honor del Colegio Oficial de Odontólogos y Estomatólogos de la 5ª Región                                       | Málaga (España)                  |
| 1996                   | Socio de Honor de la Asociación Española de Derecho Sanitario                                                                | Málaga (España)                  |
| 1996                   | Premio Nacional Santa Apolonia                                                                                               | España                           |
| 1996                   | Presidente de Honor del Colegio Oficial de Odontólogos y Estomatólogos de la 1ª Región                                       | Madrid (España)                  |
| 1997                   | Facultad de Odontología de la Universidad de Santiago de Compostela                                                          | Galicia (España)                 |
| 1999                   | Visitante distinguido de la Facultad Odontológica de la Universidad de Córdoba                                               | Córdoba (Argentina)              |
| 2000                   | Premio de la Academia Pierre Fauchard internacional                                                                          | Costa Rica                       |
| 2001                   | Miembro de Honor de la Sociedad Odontológica de Chile                                                                        | Chile                            |
| 2004                   | Presidente del 12th. International Congress on Oral Pathology and Medicine de la International Association of Oral Pathology |                                  |
| 2004                   | Presidente honorífico de la Sociedad Española de Estomatología y Odontología                                                 | Madrid (España)                  |
| 2006                   | Ciudadano ilustre de la ciudad de Ica                                                                                        | Perú                             |
| 2007                   | Presidente Honorífico de la Sociedad de Implantología Oral latinoamericana                                                   |                                  |
| 2010                   | Sociedad Española de Implantes                                                                                               | España                           |
| 2011                   | Medalla de oro de la Sociedad Española de Medicina Oral                                                                      | España                           |
| 2015                   | Orden de la Universidad Nacional Federico Villarreal                                                                         | Perú                             |
| 2020                   | Medalla de oro como colegiado de honor. Colegio de Odontólogos y Estomatólogos                                               | Lugo (España)                    |
| 2020                   | Miembro de Honor del Instituto balear de la historia                                                                         | Baleraes (España)                |
| 2021                   | Miembro de Mérito de la Fundación Carlos III                                                                                 | Valencia                         |
| 2021                   | The Grand Badge of Honor and Merit de la Cruz Roja Albanesa                                                                  | Albania                          |
| 2021                   | Premio a la Excelencia Académica, Centro Nacional de Estudios Técnicos(CENET)                                                | Costa Rica                       |
| 2021                   | Diploma de Excelencia en Public Health. The American Society of Diplomacy and Political Science                              | Washington (Estados Unidos)      |
| 2021.                  | Fellow The Buzan Global Academy.                                                                                             | Estados Unidos                   |
| 2021                   | Royal Order of the Million Elephants and the White Paraso. Royal Laos Institute of Orders and Honors                         | Laos                             |
| 2022                   | Orden de la Universidad de Yacambú de primera clase                                                                          | Venezuela                        |
| 2022                   | The Grand Badge of Honor and Merit. Albanian Red Cross.                                                                      | Albania                          |
| 2022                   | Excellence and Public Health Award (Forumi per demokraci dhe Etike)                                                          | California (Estados Unidos)      |
| 2022                   | Decano emérito de la Universidad Católica de Nueva España                                                                    | Miammi, Florida (Estados Unidos) |

## Publicaciones Académicas
| Libros publicados |                                                                                            |                                                                               |                                |                 |                            |
| Año               | Título                                                                                     | Autoría                                                                       | Editorial                      | Lugar           | ISBN                       |
| 1986              | Periodoncia                                                                                | Bascones, A.                                                                  | Antibióticos                   | Madrid (España) |                            |
| 1987              | La boca en tus manos                                                                       | Bascones, A.                                                                  | Publisalud                     | Madrid (España) |                            |
| 1987              | Periodoncia para el higienista dental                                                      | Bascones, A.                                                                  | Publisalud                     | Madrid (España) | 84-86535-02-6              |
| 1989              | Periodoncia 2ª Edición (Fascículos 1, 2 y 3)                                               | Bascones, A.                                                                  | Avances en Odontoestomatología | Madrid (España) | 978-84-87922-33-3          |
| 1989              | Atlas de Patología de la Mucosa Oral                                                       | Bascones, A.                                                                  | Avances                        | Madrid (España) | 978-84-87206-03-0          |
| 1991              | Periodoncia 2ª Edición (Fascículos 7, 8 y 9)                                               | Bascones, A.                                                                  | Avances                        | Madrid (España) | 84-8792233-3               |
| 1991              | Monografía Infecciones clínicas en Estomatología                                           | Bascones, A.                                                                  | Gayoso Wellcome.               | Madrid (España) |                            |
| 1991              | Medicina Bucal                                                                             | Bascones, A.; Llanes, F.                                                      | Avances                        | Madrid (España) | 84.344-3718-X              |
| 1991              | Lesiones Blancas de la Mucosa Bucal                                                        | Bascones, A.; Cerero R.; Esparza G.                                           | Avances                        | Madrid (España) | 84.344-3718-X              |
| 1992              | Periodoncia Básica                                                                         | Bascones, A.                                                                  | Avances                        | Madrid (España) | 84-87922-04-X              |
| 1993              | Lesiones Vesiculoampollosas                                                                | Bascones, A.                                                                  | Avances                        | Madrid (España) | 84-87922-07-4              |
| 1994              | Infecciones Orofaciales: Diagnóstico y Tratamiento                                         | Bascones, A.; Manso, F.                                                       | Avances                        | Madrid (España) | 84-87922-09-0              |
| 1996              | Medicina Bucal 2ª Edición                                                                  | Bascones, A.; Llanes, F.                                                      | Avances                        | Madrid (España) | 84-87922-15-5              |
| 1996              | El Consentimiento informado en Odontoestomatologia                                         |                                                                               | Edimsa                         | Madrid (España) |                            |
| 1997              | Monografía sobre Infecciones Odontógenas, Periodontales Periimplantarias                   | Bascones, A.                                                                  | Drug Farma                     | Madrid (España) |                            |
| 1997              | Dolor Orofacial: Diagnóstico y tratamiento                                                 | Lorenzo, R.; Bascones, A.                                                     | Avances                        | Madrid (España) | 84-87922-20-1              |
| 1999              | Candidosis Orofaríngea                                                                     | Bascones, A.; Manso, F.; Campo, J.                                            | Avances                        | Madrid (España) | 84-87922-23-6              |
| 2000              | Tratado de Odontología 4 volúmenes                                                         | Bascones, A.                                                                  | Avances                        | Madrid (España) | 84-87922-24-4              |
| 2000              | Bases farmacológicas de la terapéutica odontológica                                        | Bascones, A.; Bullón, P.; Castillo, JR.; Machuca, G.; Manso, FJ.; Serrano, J. | Avances                        | Madrid (España) | 84-87922-30-9              |
| 2001              | Periodoncia Clínica e Implantología Oral (2ª y 4ª edición)                                 | Bascones, A.                                                                  | Avances                        | Madrid (España) | 84-8792233-3/84-87922-49-X |
| 2002              | Atlas de Odontología Restauradora Contemporánea, Implantes y Estética                      | Bascones, A.; Fernández, E.; Bodereau, A.; Magdaleno, A.; Maldonado, L.       | Avances                        | Madrid (España) | 84-87206-03-4              |
| 2003              | Cáncer y Precáncer Oral. Bases clínico-quirúrgicas y moleculares                           | Bascones, A.; Seoane, J.M.; Aguado, A.; Suárez Quintanilla, J.M.              | Avances                        | Madrid (España) | 84-87922-41-4              |
| 2004              | Medicina Bucal (3ª edición)                                                                | Bascones, A.; Seoane, J.M.; Aguado, A.; Suárez Quintanilla, J.M.              | Avances-Ariel                  | Madrid (España) | 84-344-3718-X              |
| 2005              | Sección de Estomatología en el Tratado de Medicina Interna de Perezagua                    | Bascones, A.; Seoane, J.M.; Aguado, A.; Suárez Quintanilla, J.M.              | Ariel-Planeta                  | Madrid (España) |                            |
| 2007              | Infecciones Odontogénicas en la comunidad y Antibioticoterapia: dos factores a sincronizar | Bascones, A.                                                                  | Adalia                         | Madrid (España) | 84-934413-7-6              |
| 2007              | Distracción alveolar histogénica aplicada a la implantología oral                          | Bascones, A.; Cano, J.; Campo, J.; Chiapasco, M.                              | Avances                        | Madrid (España) | 84-8792244-9               |
| 2008              | Casos Clínicos en Medicina Oral                                                            | Bascones, A. y colaboradores.                                                 | Avances                        | Madrid (España) | 978-84-87955-47-3          |
| 2010              | Guía de Urgencias de Odontología                                                           | Bascones, A.; Cano, J.; Campo, J.; Gasco                                      | Avances                        | Madrid (España) | 978-84-87922-48-0          |
| 2016              | Medicina Periodontal, Interrelación boca y organismo genera                                | Bascones, A.                                                                  | Académica Española             | Madrid (España) | 978-3-639-660876           |
| 2016              | Antisépticos y antibióticos en el tratamiento de la enfermedad periodontal                 | Bascones, A. y colaboradores.                                                 | Académica Española             | Madrid (España) | 978-3-639-77095-7          |
| 2016              | Clínica y diagnóstico de la enfermedad periodontal                                         | Bascones, A. y colaboradores.                                                 | Académica Española             | Madrid (España) | 978-3-639-87591-1          |
| 2018              | Tratado de Diabetes Mellitus. Capítulo 73 Enfermedad Periodontal y diabetes                | Bascones, A.                                                                  | Médica Panamericana            | Madrid (España) | 978-84-91110-145-1         |
| 2018              | Medicina Bucal (3ª edición)                                                                | Bascones, A.                                                                  | Ariel-Planeta                  | Madrid (España) | 84-344-3718-X              |